# Gajusz Memmiusz Kwirynus
Gaius Memmius Quirinus – edyl plebejski przed 216 p.n.e. lub przed 202 p.n.e.
Gajusz Memmiusz Kwirynus znany jest jedynie z inskrypcji na monecie, która na awersie zawiera tekst: C. MEMMI . C. F. QVIRINVS a na rewersie: MEMMIVS . AED. CEREALIA . PREIMVS . FECIT.
Moneta przedstawia na awersie głowę boga Kwiryna, a na rewersie boginię Cererę, która siedzi w prawo, w prawej ręce trzyma trzy kłosy zboża, w lewej ma pochodnię, a pod jej stopami znajduje się wąż. Z tekstu wynika, że Memmiusz, syn Gajusza, jako edyl pierwszy urządził Cerealia, które obchodzono co najmniej w 216 p.n.e. lub w 202 p.n.e.